# Bruneica
Bruneica es un género de foraminífero bentónico de la subfamilia Remaneicinae, de la familia Remaneicidae, de la superfamilia Trochamminoidea, del suborden Trochamminina, y del orden Trochamminida. Su especie tipo es Bruneica clypea. Su rango cronoestratigráfico abarca el Holoceno.

## Discusión
Clasificaciones previas incluían Bruneica en el suborden Textulariina del orden Textulariida. Otras clasificaciones lo han incluido en el orden Lituolida.

## Clasificación
Bruneica incluye a la siguiente especie:
- Bruneica clypea